# Садовая улица (Иваново)
Садо́вая у́лица — улица города Иванова. Располагается в Ленинском районе, Начинается от Крутицкой улицы и идёт в юго-восточном направлении до улицы Колотилова. Пересекается с Шереметевским проспектом, улицами: Крутицкая, Поэта Ноздрина, Марии Рябининой, Бубнова, Колотилова. Параллельно улице проходят улицы Арсения и III Интернационала. Протяжённость 1,2 км.

## Происхождение названия
Улица начала застраиваться в XVIII веке. Первоначально называлась Старая Волостная улица. Располагалась между нынешними проспектом Фридриха Энгельса и улицей Колотилова. В 1877 году к ней была присоединена улица Основа, за счёт которой Старая Волостная улица продлилась до Крутицкой улицы. В этом же году на улице был спланирован пешеходный бульвар с зелеными насаждениями, а улица получила название Садовая. В 1899 году Городская дума пыталась переименовать её в Екатерининскую, но название не прижилось.
Садовая улица — одна из немногих улиц Иванова сохранившая своё дореволюционное название.

## Архитектура
Основную часть застройки составляют многоэтажные дома советской планировки. Имеются памятники архитектуры.
- Общежитие медицинской академии — дом 36. Построен в 1933 году в стиле конструктивизма. Архитектор С. К. Жук. Здание состоит из пяти корпусов, образующих сложную объёмно-пространственную композицию[2].
- Дом И. П. Головина — дом 62/37. Находится на пересечении с улицей Бубнова. Построен в 1910 году в стиле модерн для купца И. П. Головина. Архитектор А. Ф. Снурилов. Помещения первого этажа и подвалов, перекрытые сводиками по балкам, предназначались для магазина, мастерских и складов. Восточное крыло дома занято крупными зальными помещениями, северное — более мелкими, связанными дверными проёмами вдоль фасада. Здание долгое время использовалось как цех кондитерской фабрики «Красная заря». В настоящее время сдаётся в аренду под офисы.
- Особняк А. М. Белоусова в стиле модерн на перекрёстке с улицей Поэта Ноздрина. Построен в 1911 году архитектором А. Ф. Снуриловым. В доме было две квартиры, каждая из которых занимала целый этаж и имела отдельный вход с восточного дворового фасада. В 2003—2006 годах здание было реконструировано: надстроена мансарда, оштукатурены и окрашены стены.
- Домовая церковь Успения Божией Матери в православном приюте при Свято-Николо-Шартомском монастыре[3].

К улице прилегают здания политехнического университета, химико-технологического университета, Ивановского областного училища культуры. В начале улицы находится Областной туберкулёзный диспансер.

## Транспорт
Проезжая часть здесь сужена и разнесена к краям улицы, а на разделительной полосе расположен пешеходный бульвар. Зелёные насаждения между тротуаром и проезжей частью образуют аллею — излюбленное место отдыха студентов и школьников ближайших учебных заведений. Одной стороной аллея выходит к памятнику Фёдору Афанасьеву, на оживлённую магистраль по Шереметевскому проспекту, другой стороной — на перекрёсток с улицей Бубнова.
На улице нет линий общественного транспорта.

## Галерея

Бульвар
Памятник Фёдору Афанасьеву («Отцу»)